# 鴨血粉絲湯
鴨血粉絲湯(おうけつふんしとう、英語: Duck blood and vermicelli soup)は、江蘇省の省都である南京市の伝統的な料理であり、中国の他の地域でも食べられている。
似た料理が、ポーランド、ベラルーシ、リトアニアにもあり、チェルニナと呼ばれている。

## 伝説
鴨血粉絲湯は、南京市の伝統料理である。南京に住んでいた貧しい男がカモを殺し、ボウルに血液を集めたが、そのボウルの中に春雨を落としてしまった。彼はそれを一緒に火にかけ、そのスープが美味しいことを知った。金持ちの男がその話を聞き、貧しい男をコックとして雇って、家族のために料理を作らせた。それ以来、そのスープは人気がある。

## 材料

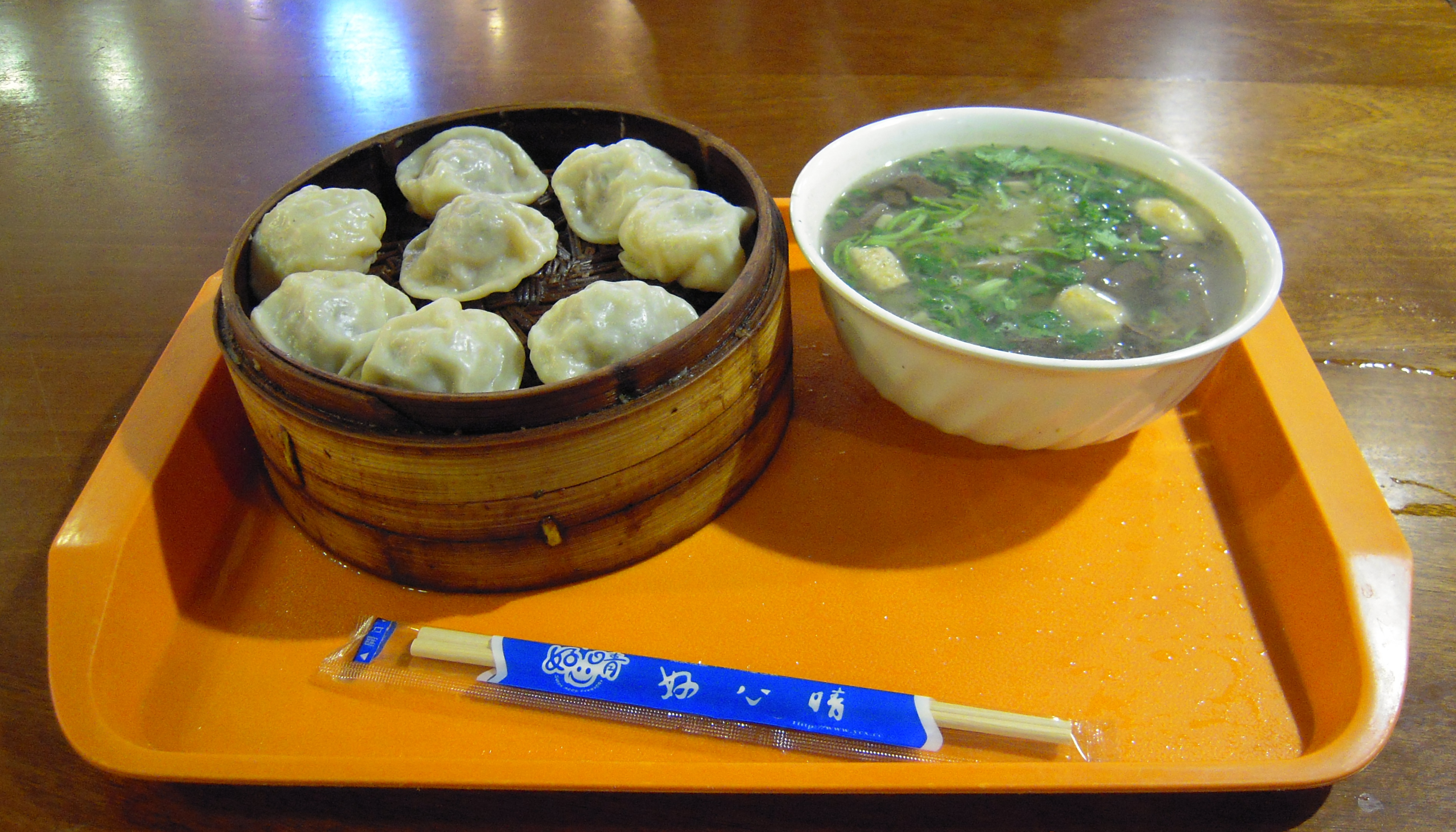
小籠包と鴨血粉絲湯

カモの血液、春雨、油揚げ、干しエビ、カモの砂嚢、腸、肝臓、ネギ、コリアンダーを用いる。南京の人は、ラー油や酢を加えて食べることも好む。
本来の鴨血粉絲湯は、20種類以上の漢方薬を使って調理される。これらの材料は、血液循環を促進して毒素を除去し、美しさを保つとともに消化を助け、胃を温める効果があると信じている。
主材料である春雨は、サツマイモから作る。他の主食材はカモの血液、油揚げ、干しエビ、カモの砂嚢、腸、肝臓等である。さらに、食塩、ネギ、ショウガ、ごま油、キャラウェイ等を用いる。様々な食材を用いることで、見た目、香り、味が良くなる。

## 関連文献
- Coughlan, Helen (2005). The Brighter Side of the Road: Upbeat and Offbeat Yarns from Home and Abroad. Boolarong Press. ISBN 1-921054-90-5